# Kómara
Kómara är en ort i Grekland.   Den ligger i prefekturen Nomós Évrou och regionen Östra Makedonien och Thrakien, i den nordöstra delen av landet, 500 km nordost om huvudstaden Aten. Kómara ligger 64 meter över havet och antalet invånare är 921.
Terrängen runt Kómara är platt åt sydost, men åt nordväst är den kuperad. Runt Kómara är det ganska glesbefolkat, med 25 invånare per kvadratkilometer. Närmaste större samhälle är Rízia, 16,8 km öster om Kómara. Trakten runt Kómara består till största delen av jordbruksmark.